# NGC 3597
NGC 3597是一个位于巨爵座的星系，距离地球1.5亿光年，1835年3月21日由約翰·赫歇爾发现。NGC 3597可能由两个大星系碰撞产生，日后可能会发展成椭圆星系。

## 画廊

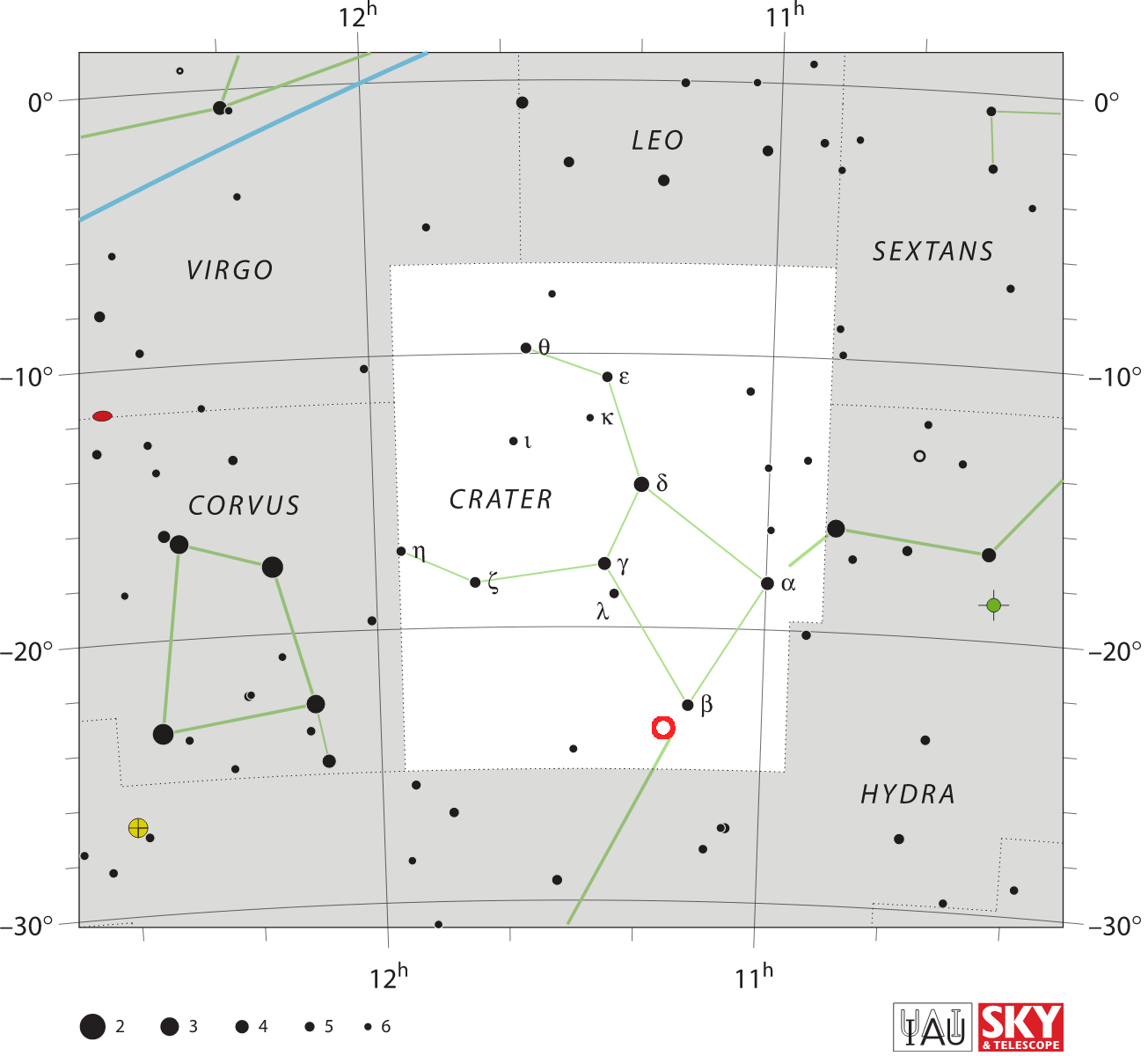
NGC 3597的位置
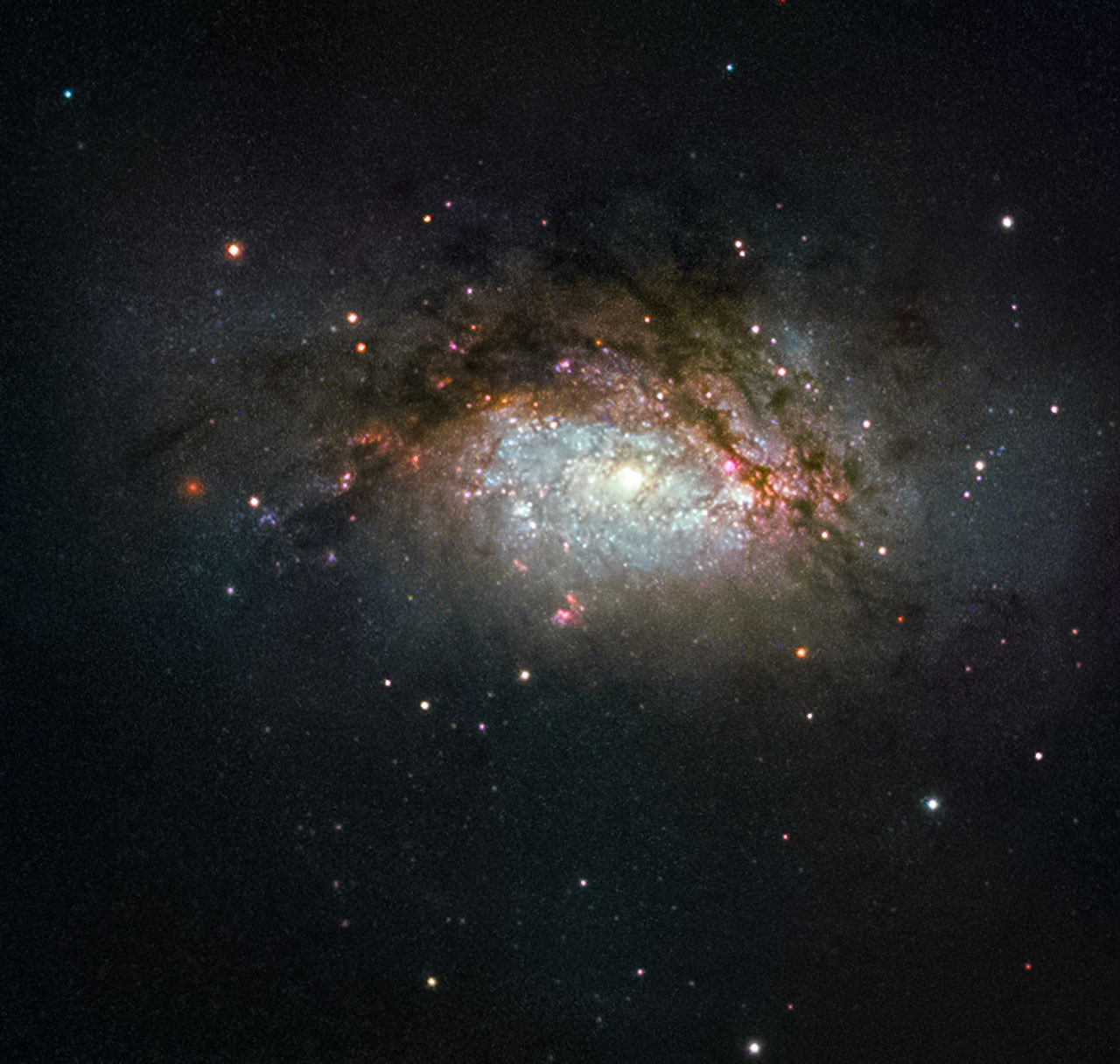
HST拍摄的NGC 3597